# Porto Alegre do Tocantins
Porto Alegre do Tocantins (en español: Puerto Alegre de Tocantins) es un municipio brasileño del estado del Tocantins. Se localiza a una latitud 11º36'31" sur y a una longitud 47º02'55" oeste, estando a una altitud de 387 metros. Su población estimada en 2004 era de 2 522 habitantes.
Posee un área de 48282,1 km².

## Historia
Porto Alegre do Tocantins tuvo como uno de sus fundadores Francisco Araújo de Carvalho, que fue su primer prefecto. El municipio fue separado del municipio de Almas.